# Lecanora hagenii
Lecanora hagenii är en lavart som först beskrevs av Erik Acharius, och fick sitt nu gällande namn av Erik Acharius. Lecanora hagenii ingår i släktet Lecanora och familjen Lecanoraceae.  Arten är reproducerande i Sverige. Inga underarter finns listade i Catalogue of Life.
I den svenska databasen Dyntaxa används istället namnet Lecanora umbrina för samma taxon.  Arten är reproducerande i Sverige.